# Antropofagia

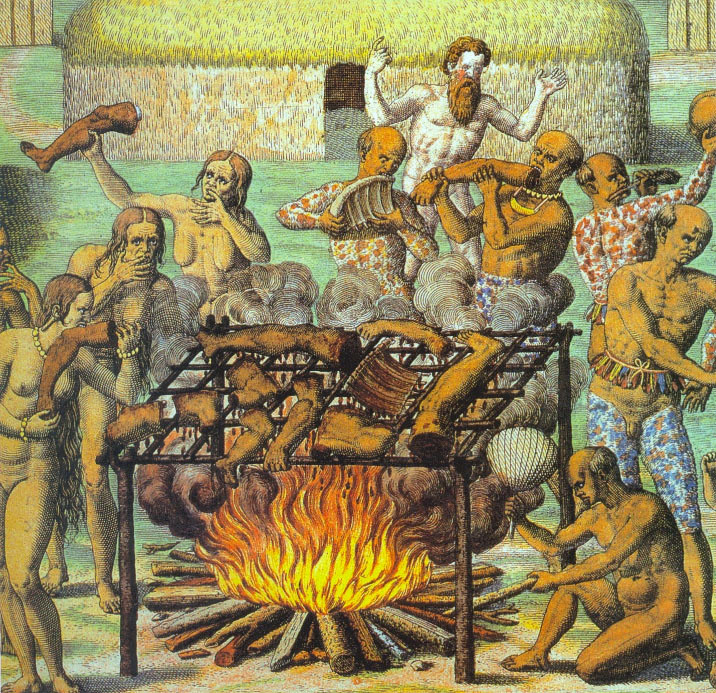
Antropofagia no Brasil segundo a descrição de Hans Staden.

Antropofagia é um ato ritual de comer uma ou várias partes de um ser humano. Os povos que praticavam esse ritual o faziam pensando que, assim, iriam ter a vingança do seu povo morto pelo bando do prisioneiro. Por sua realização em contexto mágico cerimonial ou patológico, não deve ser classificada ou compreendida como um hábito alimentar, o que não se aplica ao canibalismo, na maioria das vezes associado ao comportamento predatório. Observa-se também que muitos autores utilizam esses termos indistintamente.
A prática, conforme afirmam antropólogos e arqueólogos, era encontrada em algumas comunidades ao redor do mundo. Foram encontradas evidências na África, América do Sul, América do Norte, ilhas do Pacífico Sul e nas Caraíbas (ou Antilhas). Na maioria dos casos, consiste num tipo de ritual religioso/mágico como uma forma de prestar seu respeito e desejo de adquirir as características da pessoa morta.
Um dos grupos canibais mais famosos são os astecas, que sacrificavam seus prisioneiros de guerra e comiam alguns deles. Eles comiam os prisioneiros de guerra e outras vítimas, numa prática conhecida como exocanibalismo ou exofagia, ou seja, canibalismo praticado em indivíduos de tribos diferentes. O canibalismo que consiste no acto de consumir parte dos corpos de seus parentes e amigos mortos é chamado de endocanibalismo (ver verbete específico: Antropofagia na Mesoamérica).
Os poucos casos de antropofagia de humanos registrados na história da sociedade ocidental moderna estão ligados a situações-limite de satisfação do instinto de sobrevivência do indivíduo perante uma opção de vida ou morte.

## Etimologia
"Antropofagia" vem do grego anthropofagía, tendo por raízes ἄνθρωπος (anthropos), homem, e φαγεῖν (phagein), comer. O primeiro uso atestado do termo se dá nas Histórias de Heródoto, onde fala dos ἀνθρωποφάγοι (anthropofagoi), uma raça mítica de canibais.

## Canibalismo humano como ritual
Os líderes tribais das ilhas Fiji comiam a carne de pessoas consideradas especiais em sua comunidade. Para isso, utilizavam talheres próprios, que não podiam ser usados para consumir qualquer outro tipo de "alimento". Os habitantes da Ilha de Páscoa gostavam bastante de carne humana. Os banquetes eram promovidos em lugares isolados e apenas os homens podiam participar.
No meio do caminho entre o ritual e a sobrevivência, está o caso da tribo Fore, da Papua-Nova Guiné. Para compensar as carências de proteínas, passaram a realizar um ritual onde os homens ficavam com os músculos, enquanto as mulheres e crianças, com o cérebro de outros membros da tribo que tinha falecido. O canibalismo foi praticado desde finais do século XIX e durou até a chegada dos colonizadores europeus na década de 1950, mas ainda no final do século XX foi descrito pelo velejador Helio Setti Jr. um caso de uma doença provocada por esta prática, que provocou a disseminação de uma doença localmente denominada kuru, a doença de Creutzfeldt-Jakob clássica.[carece de fontes?]
Num esboço de classificação dessas práticas tipo sacrificial, segundo Castro,, temos:
- Canibalismo póstumo: se aproxima ou se inclui nos ritos funerários;
- Canibalismo bélico sociológico classicamente representado pelos ritos de destruição dos inimigos pelos Tupinambás da costa brasileira no século XVI.

Para esse autor, um possível esquema interpretativo desse tipo de sacrifício, na concepção de Descola, corresponde às práticas animistas, ou seja, a concepção de um cosmos habitado por muitas espécies de seres dotados de intencionalidade e consciência.
A prática do canibalismo, nesse sentido, equipara-se aos ritos de caça, entendendo esta como uma forma de guerra. Para Castro (o.c.), a caça é uma forma de guerra na perspectiva estabelecida pela mitologia indígena, onde a visão que o homem tem dos animais é equivalente à que os animais têm de outros animais e do próprio homem. Observe-se que esse xamã sacrificador – vítima (é relativamente comum eliminarem-se xamãs acusados de feitiçaria) tem um papel fundamental nas "declarações" de guerra e existem guerras cuja causa declarada é a vingança ou combate à feitiçaria inimiga.

### Antropofagia no Brasil
A antropofagia praticada pelos grupos tribais do Brasil revestia-se de caráter exclusivamente ritual. De cultura para cultura variavam os motivos e os rituais envolvidos. As notícias fornecidas pelos cronistas do século XVI dão conta de sua importância na organização social indígena como fator indispensável aos ritos de nominação e iniciação. Estas sociedades eram estruturadas em função da guerra, essas tribos desenvolveram uma escala de estratificação social em que a aquisição de status baseava-se fundamentalmente na capacidade de perseguir e matar o maior número possível de inimigos.
O adversário capturado vivo era conduzido à aldeia dos vencedores e ali mantido prisioneiro durante um período no qual todas as honras e privilégios lhe eram concedidos: era designado uma mulher para lhe fazer companhia e os melhores alimentos eram colocados a sua disposição.
Durante vários dias, preparavam-se a festa em que o prisioneiro seria executado segundo cerimônia solene. A execução, com violento golpe de borduna, cabia a quem o houvesse capturado, podendo ser por este transferido a alguém merecedor de tal obséquio, em sinal de agradecimento ou homenagem.
Ao prisioneiro, competia manter-se altivo e valente, retrucando as provocações e insultos numa demonstração de total indiferença ante o fim próximo. O executor ganhava, então, direito ao uso de mais um nome, e seu corpo era incisado de modo indelével, para que se perpetuassem a sua coragem e o seu valor. Dessa forma, acreditavam que, ao comer a carne de um inimigo guerreiro, iriam assim adquirir o seu poder, seus conhecimentos e as suas qualidades.
Para ser considerado herói, não bastava ao índio da tribo Urubu, do Pará e Maranhão, capturar o inimigo. Tinha também de ser o carrasco e para tanto deveria dançar suportando, sem gemer, ferroadas de vorazes formigas presentes em faixas atadas em sua testa e cintura. Enquanto dançava enormes vespas eram atiradas sobre ele.
Europeus com o infortúnio de serem apanhados em situação desvantajosa por uma tribo antropófaga não amigável, eram por vezes vitimizados, como o primeiro bispo do Brasil, Pero Sardinha. Facto utilizado pelos poderes europeus para darem um sentido de missão humanitária à expansão no território.
O pirata inglês Anthony Knivet fez uma descrição detalhada da execução de prisioneiros pelos índios. Tendo sido capturado com mais doze portugueses, ele relatou:
Duas horas, depois levaram um dos portugueses, amarraram-lhe outra corda à cintura e conduziram-no a um terreiro, enquanto três índios seguravam a corda de um lado e três do outro, mantendo o português no meio. Veio, então, um ancião e pediu a ele que pensasse em todas as coisas que prezava e que se despedisse delas pois não as veria mais. Em seguida, veio um jovem vigoroso, com os braços e o rosto pintados de vermelho, e disse ao português: "Estás me vendo? Sou aquele que matou muitos do teu povo e que vai te matar". Depois de ter dito isso, ficou atrás do português e bateu-lhe na nuca de tal forma que o derrubou no chão e, quando ele estava caído, deu-lhe mais um golpe que o matou. Pegaram, então, um dente de coelho (provavelmente de capivara), começaram a retirar-lhe a pele e carregaram-no pela cabeça e pelos pés até as chamas da fogueira. Depois disso, esfregaram-no todo com as mãos de modo que o que restava de pele saiu e só restou a carne branca. Então cortaram-lhe a cabeça, deram-na ao jovem que o tinha matado e retiraram as vísceras e deram-nas às mulheres. Em seguida, o desmembraram pelas juntas: primeiro as mãos, depois os cotovelos e assim o corpo todo. Mandaram, a cada casa, um pedaço e começaram a dançar enquanto todas as mulheres preparavam uma enorme quantidade de vinho. No dia seguinte, ferveram cada junta num caldeirão de água para que as mulheres e as crianças tomassem do caldo. Durante três dias, nada fizeram a não ser dançar e beber dia e noite. Depois disso, mataram outro da mesma maneira que lhes contei, e assim foram devorando todos menos eu.
 Todos os portugueses, inimigos dos Tamoio, foram executados; ele se salvou porque disse que era francês, um aliado.
Além do caráter ritual, a ingestão da carne do inimigo era também considerada a mais completa forma de vingança, como pode ser visto no trecho abaixo, escrito por Hans Staden, no século XVI:
Fazem isto, não para matar a fome, mas por hostilidade, por grande ódio, e quando na guerra escaramuçam uns com os outros, gritam entre si, cheios de fúria: "Debe marãpá Xe remiu ram bengué, sobre ti caia toda desgraça, tu és meu pasto. Nde acanga jucá aipotá curi ne, quero ainda hoje moer-te a cabeça. Xe anama poepica que Xe aju, aqui estou para vingar em ti a morte dos meus amigos. Nde rôo, Xe mocaen será ar eima riré etc., tua carne hoje ainda, antes que o sol se deite, deve ser meu manjar". Isto tudo fazem por imensa hostilidade.
Quando perguntados por que guerreavam contra outras tribos os índios diziam que era para vingar seus antepassados que tinham sido mortos por elas. Alegavam que comiam os prisioneiros para se vingarem dos seus entes que tinham sido devorados por aqueles inimigos.
Algumas tribos devoravam a carne dos inimigos como parte de ritual ou por vingança, mas outras encaravam a carne humana como apenas outro alimento, como relatou o pirata inglês Anthony Knivet (1560-1649), que viveu no Brasil de 1592 a 1601:
Pode-se encontrar esses canibais nos rios São Francisco, São Miguel e Santo Antonio. Eles também comem carne humana, mas não fazem as mesmas cerimônias dos potiguares e de outros canibais.
Habitando o Amazonas e a Colômbia, os Miranha alegavam que devoravam a carne humana simplesmente por ela ser mais um tipo de carne disponível na natureza. Achavam um absurdo o fato dos europeus não comerem carne de macaco e, jocosamente, diziam que a carne dos brancos não era lá grande coisa, uma vez que era azeda.
Algumas vezes, índias das tribos captoras engravidavam do prisioneiro e o destino da criança variava de tribo para tribo. Em algumas, a criança era devorada junto com o prisioneiro e, no caso de nascer depois do sacrifício do pai, era devorada ao nascer. Em outras tribos, as crianças eram alimentadas até atingirem tamanho adequado para serem mortas. Ainda em outras, elas eram deixadas vivas, mas não podiam participar do dia a dia da aldeia e alimento por ela tocado era desprezado pelos índios. Contudo, algumas tribos tratavam com grande deferência os filhos de prisioneiros mortos, já que acreditavam que eles eram tão valorosos quanto seus pais.
Com a vinda dos missionários jesuítas, esses costumes foram fortemente combatidos, por serem incompatíveis com os valores cristãos. O costume de comer carne humana foi proscrito e reprimido pela força, com grave dano para um tipo de organização social em que a antropofagia desempenhava relevante função como processo de aquisição de prestígio e ascensão social.
Os europeus, inclusive os jesuítas, que chegavam às Américas na época da colonização ficavam horrorizados com a prática do canibalismo pelos indígenas. Há casos isolados do mesmo sendo praticado na Europa na Idade Média, devido à escassez de alimentos, porém a situação em que se encontrava a antropofagia no Brasil possuía um caráter largamente diferente.
Hoje em dia, a tribo dos ianomâmis ainda conserva o hábito de comer as cinzas de um amigo morto em sinal de respeito e afeto.
Quanto à ingestão de cinzas de mortos pelos indígenas, alguns estudiosos atribuem este costume à identificação mística entre homens e plantas. Os indígenas notaram que o emprego de cinzas dos vegetais queimados na coivara davam vigor às novas plantas e deduziram que a ingestão das cinzas dos entes mortos lhes permitiria adquirir e perpetuar as boas características do defunto.
Se um índio ficava doente, sem esperança de cura, a própria família dos Tapuia do Maranhão o matava e comia, acreditando que o estavam salvando de uma morte lenta e dolorosa e que seus restos mortais estariam melhor nos corpos dos parentes do que enterrados, onde apodreceriam.
No século XVII, indígenas do Recife comiam fetos abortados e quando a criança nascia normalmente, a mãe comia o cordão umbilical e a placenta cozidos. Crianças que morriam eram comidas pela própria mãe, num ato de compaixão e amor. Quando algum parente morria, era assado e devorado pelos familiares e os ossos eram guardados para serem posteriormente moídos e ingeridos. Os cabelos eram calcinados e as cinzas bebidas com água. Moças que passavam da idade de se casar e não achavam pretendentes eram defloradas pelo chefe. Se no processo havia perda de sangue ele era bebido pelo chefe, o que consistia em grande honra.

## Casos modernos
Em 1846, um grupo de 90 pessoas liderado por George Donner ficou preso em uma nevasca no alto de Serra Nevada, na Califórnia. Os sobreviventes tiveram que comer a carne de seus companheiros mortos para permanecerem vivos. 
Uma história semelhante ocorreu em 1972. O "Voo Força Aérea Uruguaia 571", que transportava  46 pessoas, entre eles a equipe de Rúgbi do Old Christians Club, do Uruguai, despenhou na Cordilheira dos Andes. Apenas 16 pessoas se salvaram. O estoque de alimentos a bordo acabou rapidamente e o único meio encontrado pelo grupo para sobreviver foi recorrer aos corpos dos colegas mortos.

## Casos patológicos extremos
Numa perspectiva psicanalítica, tal prática está associada aos bizarros comportamentos da psicose e perversão sádico-psicopática. Freud referiu-se algumas vezes a essa manifestação patogênica inclusive nominando-a fase oral por fase canibalesca enquanto um conjunto (complexo) de pulsões. Em sua avaliação do processo civilizatório, situa o canibalismo como um comportamento possivelmente controlado, ao lado dos desejos instintuais do incesto e da ânsia de matar, desejos inconscientes que ameaçam o indivíduo e a civilização e que todos parecem unânimes em repudiar. Apesar desse repúdio, eventualmente se registram ocorrências de tal manifestação patológica. A saber:
No século XIX, aconteceu, em Porto Alegre, um crime que recebeu o nome do "Caso do linguiceiro". O casal José Ramos e Catarina Palsen foi preso e acusado de atrair e matar homens para posteriormente produzir línguiças que seriam vendidas no seu açougue.
O alemão Fritz Haarmann, conhecido como o vampiro de Hanôver, foi condenado em 1924 pelo assassinato de 30 garotos. Ele fazia salsicha da carne dos meninos, não somente para consumo próprio, como também para venda.
No passado, alguns casos famosos de canibalismo foram também associados a um contexto sexual. Por exemplo, nos Estados Unidos, durante a década de 1920, Albert Fish estuprou, matou e devorou várias crianças, alegando ter tido um grande prazer sexual resultante de seus actos. O russo Andrei Chikatilo, que matou pelo menos 53 pessoas entre 1978 e 1990, também era praticante do canibalismo com conotações sexuais.
O estadunidense Jeffrey Dahmer, conhecido também como o "Canibal de Milwaukee", assassinou e devorou suas vítimas entre 1978 e 1991 (sendo a maioria dos assassinatos ocorridos entre os anos de 1989 e 1991). Suas vítimas eram homens que haviam tido relações sexuais com Dahmer. Foi preso em 22 de julho de 1991 e condenado à prisão perpétua em 1992. Em 28 de Novembro de 1994, Dahmer e outro preso foram atacados de surpresa e espancados até à morte por Christopher Scarver, outro preso, diagnosticado como psicótico. Dahmer morreu a caminho do hospital, devido a vários traumas na cabeça por um haltere.
Em 2002, a polícia alemã encontrou na casa de Armin Meiwes, técnico de informática residente em Rotenburgo, em Hessen, pedaços de um corpo humano no frigorífico. Tratava-se de Bernd-Jürgen Brandes, de 43 anos, que o procurara em resposta a um anúncio colocado por Meiwes na internet procurando por "jovens corpulentos entre 18 e 30 anos para abate". Além de matá-lo com seu consentimento, Meiwes cortou seu pênis e ambos degustaram-no flambado. Meiwes contou à polícia que Brandes teria explicitamente concordado que partes de seu corpo fossem cortadas e cozidas e depois que de terem comido juntos, Brandes teria concordado em ser morto.

## Cultura popular
Talvez o ícone contemporâneo mais forte acerca do canibalismo seja o personagem principal dos filmes Hannibal, Dragão Vermelho e O Silêncio dos Inocentes. Este personagem se chama Hannibal Lecter, interpretado por Anthony Hopkins (seu maior fetiche com carne humana era fígado com favas e vinho chianti).
A antropofagia no Brasil se constituiu como inspiração para um movimento artístico na primeira metade do século 20 denominado movimento antropofágico (ver: Manifesto Antropófago).